# Eneaeder
Eneaeder (tudi nonaeder) je polieder z devetimi stranskimi ploskvami. Znanih je 2606 topološko različnih eneaedrov. Med njimi ni niti enega pravilnega. Zaradi tega je ime malo zavajajoče. 

## Zgledi
Najbolj znana eneaedra sta osemstrana piramida in sedemstrana prizma. Sedemstrana prizma je uniformni polieder z dvema sedemkotniškima in sedmimi kvadratnimi stranskimi ploskvami. Osemstrana priramida ima osem enakokrako trikotniških stranskih ploskev okrog osnovne ploskve pravilnega osemkotnika. Med Johnsonovi telesi se najdeta še dva eneaedra: podaljšana kvadratna piramida in podaljšana tristrana bipiramida. Trirasežni asociaeder, skoraj Johnsonovo telo s šestimi petkotniškimi in tremi pravokotniškimi stranskimi ploskvami, je eneaeder. Pet Johnsonovih teles ima eneaedrske duale: tristrana kupola, giropodaljšana kvadratna piramida, sebidualna podaljšana kvadratna piramida, trojnopovečana tristrana prizma (katere dual je asociaeder) in trojnozmanjšani ikozaeder. Drug eneaeder je zmanjšani trapezoeder s kvadratno osnovno ploskvijo in tremi deltoidnimi in štirimi trikotniškimi stranskimi ploskvami.
| osemstrana piramida              | sedemstrana prizma              | podaljšana kvadratna piramida                                         |
| podaljšana tristrana bipiramida  | dual tristrane kupole           | dual giropodaljšane kvadratne piramide                                |
| dual trojnozmanjšanega ikozaedra | kvadratni zmanjšani trapezoeder | prirezana tristrana bipiramida, skoraj Johnsonovo telo in asociaeder. |

Tudi Herschlov graf predstavlja oglišča in robove eneaedra, kjer so vse stranske ploskve štirikotniki. Je najpreprostejši polieder brez Hamiltonovega cikla, edini eneaeder v katerem imajo vse stranske ploskve enako število robov in eden od le treh dvodelnih eneaedrov.
Dva najmnajša možna izospektralna poliedrska grafa sta eneaedrska grafa vsak z osmimi točkami in množico stopenj {5,5,4,4,3,3,3,3}.

## Eneaedri, ki zapolnjujejo prostor
Rezanje rombskega dodekaedra na polovico vzdolž diagonal štirih stranskih ploskev se kaže v sebi dualnem poliedru, ki ima eno veliko kvadratno stransko ploskev in štirih  enakokrakih trikotnikih, ki se jih lahko uporabi za teselacijo trirazsežnega prostora. Isto obliko ampak v podaljšani obliki se lahko vidi v Baziliki naše gospe v Maastrichtu. Stolpi, ki imajo štiri strani ter štiri strešne facete in kvadratno osnovno ploskev, tvorijo eneaeder, ki zapolnjuje prostor.
Ameriški elektroinženir Michael Goldberg je leta 1982 našel bolj splošno vsaj 40 topološko različnih eneaedrov, ki zapolnjujejo prostor.

## Topološko različni eneaedri
Obstaja 2606 topološko različnih konveksnih eneaedrov, če se ne šteje zrcalnih slik. Te se lahko deli v podmnožice 8, 74, 296, 633, 768, 558, 219, 50, ki imajo 7 do 14 oglišč. Tabelo s temi števili z natančnim opisom eneaedrov z devetimi oglišči je prvi objavil Thomas Penyngton Kirkman (1806–1895).